# (10362) 1994 UC2
(10362) 1994 UC2 est un astéroïde de la ceinture principale d'astéroïdes découvert en 1994.

## Description
(10362) 1994 UC2 a été découvert le 31 octobre 1994 à Kushiro (Japon) par Seiji Ueda et Hiroshi Kaneda.

### Caractéristiques orbitales
L'orbite de cet astéroïde est caractérisée par un demi-grand axe de 2,29 ua, un périhélie de 1,86 ua, une excentricité de 0,19 et une inclinaison de 5,07° par rapport à l'écliptique. Du fait de ces caractéristiques, à savoir un demi-grand axe compris entre 2 et 3,2 ua et un périhélie supérieur à 1,666 ua, il est classé, selon la JPL Small-Body Database, comme objet de la ceinture principale d'astéroïdes.

### Caractéristiques physiques
(10362) 1994 UC2 a une magnitude absolue (H) de 15,1 et un albédo estimé à 0,263.